# Nurhaci
Nurhaci eller Nurgaci, född 21 februari 1559, död 30 september 1626, var jurchen-hövding och khan över den senare Jindynastin, som han grundade 1616. Även om det var hans son Hung Taiji som ändrade folkets namn till manchuer och dynastins till Qing anses han vara grundaren av Qingdynastin (1636-1912). 

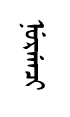

I slutet av 1500-talet och i början på 1600-talet enade Nurhaci stammar ur Jurchen-folket i Manchuriet och erövrade delar av Liaoning-provinsen från Mingdynastin, som då härskade över Kina. 1599 gav han i uppdrag åt två lärde att skapa ett skriftspråk åt jurchen-språket, vilket senare blev känt som manchuriska. Han skapade också en militär organisation för jurchen-folket, som senare blev känd som de "Åtta fänikorna" (man: Jakūn gūsa; kin: Baqi). År 1612 bytte han namn på sin klan till Aisin Gioro, vilket sedermera skulle bli Qingdynastins kejsarhus.
År 1616 utropade han sig till khan över den "senare Jindynastin" (man: Amaga aisin gurun; kin: Hou Jin), till minne av Jindynastin, och etablerade Mukden som huvudstad för imperiet. Två år senare kungjorde Nurhaci ett dokument, "De sju stora trakasserierna", där han räknade upp flera klagomål mot Mingdynastin och uppmanade till uppror mot dynastin.
Nurhaci ledde flera framgångsrika kampanjer mot Ming, Korea och mongolerna, men sårades i slaget om Ningyuan 1626 och avled kort därefter.